# Quake-serien
Quake-serien er en række computerspil, der er produceret af id Software.
Serien er på sin vis afvigende fra normen, idet spillenes fokus ofte skifter; Quake II har eksempelvis intet med det oprindelige Quake at gøre, og Quake III Arena har heller ikke meget med forgængerne at gøre. Det skyldes primært det faktum Quake II oprindeligt skulle have været et helt andet spil, og titelen var blot tentativ; denne plan blev ændret, da de alle titler, id Software ønskede til spillet, var optaget.
Quake omhandler en marinesoldat, der rejser gennem andre dimensioner i et forsøg på at forhindre en dæmoninvasion; Quake II omhandler et angreb på en fremmed planet, som hævn for at planetens beboer har angrebet jorden; de følgende titler bygger i højere grad på Quake II end på Quake.

## Spil

### Quake
Det første spil i rækken, Quake, blev udgivet den 31. maj 1996, til pc'en. Det blev en milesten for 3-D-spilgenren ved dens brug af 3-D-modeller frem for sprites. Spillet blev også omskrevet til flere forskellige konsoller.

### Quake II
Quake II blev udgivet d. 30. november 1997. Den eneste lighed mellem Quake II og dens forgænger er navnet, og dette spil introducerer adskillige nye ting til Quake-universet. Spillet udkom senere til Sony PlayStation og Nintendo 64 med adskillige afvigelser fra den originale version.

### Quake III Arena
Quake III Arena udkom i 1999 og var et multiplayerbaseret spil. Det kan dog også spilles singleplayer mod såkaldte bots, der er computerstyrede modstandere. Quake III-motoren blev efterfølgende brugt i mange populære spil som f.eks. Medal of Honor: Allied Assault og Call of Duty. Det blev også udgivet til Sega Dreamcast og PlayStation 2.

### Quake 4
Quake 4 blev udviklet af Raven Software og udgivet d. 18. oktober 2005 til pc og en måned senere til Xbox 360 i Nordamerika. Spillet er baseret på Doom 3-motoren, og ikke som dens forgængere end ny motor designet specielt til spillet. Quake 4 fokuserer mere på singleplayer og handlingsforløbet er opbygget omkring en historie, der finder sted efter Quake II. Multiplayerdelen minder meget om den fra Quake III Arena, og omfatter f.eks. Quad damage-bonussen og det karakteristiske rocketjumping fra de tidligere spil.

### Quake Mobile
En version af Quake til mobiltelefoner, der er under udvikling.

### Enemy Territory: Quake Wars
Enemy Territory: Quake Wars er en opfølger til Wolfenstein: Enemy Territory. Spillet udvikles af Splash Damage og gør som Quake 4 brug af Doom 3-motoren og forventes d. 15. juni 2007.